# Fallout: Brotherhood of Steel
Fallout: Brotherhood of Steel là một game nhập vai hành động được hãng Interplay đồng phát triển và phát hành dành cho hệ máy Xbox và PlayStation 2. Phát hành vào ngày 14 tháng 1 năm 2004, Fallout: Brotherhood of Steel là phần thứ tư lấy bối cảnh hậu tận thế trong vũ trụ Fallout và là phần đầu tiên được làm cho hệ máy console. Trò chơi ghi lại những cuộc phiêu lưu của một tân binh thuộc tổ chức tôn giáo quân phiệt đầy uy quyền Nghiệp đoàn Thép trong thế giới hậu tận thế. Nhà sản xuất còn dự tính lên kế hoạch phát triển tiếp Fallout: Brotherhood of Steel 2, nhưng rốt cuộc đã bị huỷ bỏ do doanh số bán hàng kém của phần đầu tiên.

## Cốt truyện
Ngay trước khi đến chỗ Brotherhood of Steel, ba nhân vật chính chơi được (Cain, Cyrus và Nadia) đều đã gia nhập Nghiệp đoàn với thứ hạng Initiates. Sau khi lựa chọn nhân vật để chơi như (sau đây gọi là Initiate), trò chơi sẽ mở ra với Initiate tìm kiếm Paladins bị mất tích ở thị trấn Carbon gần đó. Cuộc điều tra nhỏ này đã đưa Initiate đặt câu hỏi Thị trưởng thành phố, viên Thị trưởng đề nghị Initiate lên đường phá hủy hang ổ radscorpion trước khi ông tiết lộ bất cứ thông tin đáng giá nào. Đồng thời, Initiate cũng giành được sự tín nhiệm của Jesse, một nhà kinh doanh, và Vidaya, bác sĩ thị trấn. Một khi bầy radscorpions bị đánh bại, Thị trưởng báo cho Initiate biết về hướng mà lần cuối cùng người ta thấy các paladin. Initiate đi vào Crater gần thị trấn để tìm cho ra Paladins.  Thật không may, ngài Thị trưởng đã để lộ thân phận là một kẻ gian trá, và cố gắng thủ tiêu Initiate bằng cách sử dụng thuốc nổ. Thế nhưng, hắn chỉ làm cho đống đất đá sụp xuống và chết ngay tại chỗ. Bị đống đá chặn mất đường ra, Initiate quay trở lại Carbon thì phát hiện những kẻ cướp đang đốt phá thị trấn này bèn ra tay cứu giúp. Những người dân thị trấn đã trốn vào trong nhà kho khi Initiate giải cứu những người khác không đến nhà kho kịp. Xong xuôi mọi chuyện rồi, mọi người mới phát hiện ra hang ổ lũ cướp là nhà máy thép cũ gần đó. Initiate (với sự giúp đỡ tư trang từ Jesse) đi tới đó tiêu diệt tay trùm Raider Matron. Trong khi ở đây, Initiate tình cờ gặp được Người Trú Trong Hầm (nhân vật chính từ bản game gốc) và được hướng dẫn tìm kiếm Paladin Rhombus tại thị trấn ghoul gọi là Los (nguyên là khu ngoại ô Los Angeles).
Initiate rời khỏi thị trấn Los, họ gặp được Harold và nhiều con ghouls trong thị trấn này. Paladins xuất thân từ một phe ly khai của Brotherhood đã thành lập một giáo phái gọi là Church of the Lost. Lãnh đạo của phe ly khai, Rhombus, đồng hành cùng Initiate thực hiện nhiệm vụ giết Blake, nhà lãnh đạo của giáo phái này. Initiate di chuyển quanh thị trấn Los giết những kẻ đột biến đang đuổi theo Blake, và gặp gỡ với một số anh em ghoul đang cạnh tranh với các thương gia. Dọc đường, Rhombus bị bắt giữ, và Initiate cứu được anh ta sau khi giết chết Blake. Initiate tìm thấy một chiếc chìa khóa trên cơ thể nhà lãnh đạo của giáo phái này. Tuy nhiên, khi vội vàng trốn thoát, Rhombus bị thương nặng bởi những con kamikaze ghouls và Initiate buộc lòng phải ra đi mà không có anh ta theo cùng. Thăm dò quanh thành phố, Initiate mới phát hiện ra một Vault gần đó đang bị chiếm giữ bởi đạo quân Super Mutant dưới sự chỉ đạo của Attis.
Initiate liền đi đến Vault nhưng đã bị viên tướng phe Mutant là Attis phát hiện. Sau một hồi giao tranh, Attis cắt đứt tay cánh tay trái của Initiate và vứt bỏ nhân vật chính vào một số tàn tích của Vault. Bị bỏ mặc cho đến chết, Initiate được Patty tìm thấy và cứu giúp một thời gian sau đó. Sau khi lấy lại cánh tay trái, Initiate giúp các cư dân của Vault di tản khỏi nơi đây. Initiate đi sâu vào vùng nhân máy tính Vault mở các đường ống AUX AC để cho cư dân có thể trốn thoát. Initiate liền quay lại khu vực tàn tích để tìm chìa khóa phòng thí nghiệm hòng lần ra dấu vết của Attis. Sau khi lấy được chìa khóa rồi, Initiate nhận thấy rằng quân đội Super Mutant đã tìm thấy khu vườn là nơi mà các cư dân đã trốn tránh và bắt đầu thảm sát tất cả bọn họ. Một trong những cư dân đã hy sinh thân mình giúp cho các cư dân còn lại có thời gian trốn thoát. Sau một hồi quét sạch đám Mutants tại khu vườn, Initiate liền đi xuống phòng thí nghiệm. Attis đã đến đó để tìm ra cách chữa trị cho giống loài mình, cũng do FEV (Forced Evolutionary Virus) mà Mutants không sinh sản được. Trong lúc Initiate đang lùng sục Attis, Patty đi theo nhân vật chính và bị bắt khi Attis phát nổ. Trong trận đánh đầy kịch tính, Patty bị một thực thể trong phòng thí nghiệm chộp lấy, và nó bắt đầu tiêu thụ cô từ bên trong. Initiate, trước lúc bị Attis xơi tái, đã bắt đầu kích hoạt quá trình tự hủy Vault và mau chóng tung ra đòn kết liễu lên Patty trước khi sử dụng monorail thoát khỏi nơi đây.

## Lối chơi
Là một bản spin-off, lối chơi của Brotherhood of Steel có sự khác biệt khá lớn so với những bản Fallout khác là đi theo hướng tuyến tính, không còn là thế giới mở nữa. Thay vì có thể di chuyển tự do trên toàn thế giới đầy đủ các địa điểm và sự kiện như trong các bản Fallout khác, thì giờ đây người chơi bị giới hạn ở một địa điểm tại một thời điểm nhất định. Các địa điểm đã ghé thăm trước đây không thể tới lui lại được nữa và chỉ có thể khám phá những địa điểm mới bằng cách thúc đẩy câu chuyện. Có tới 50 khu vực riêng biệt có quy mô khác nhau trong Brotherhood of Steel. Brotherhood of Steel sử dụng nhiều cơ chế tương tự như các mục khác trong dòng game Fallout, bao gồm cả hệ thống phân bổ thuộc tính SPECIAL (Strength, Perception, Endurance, Charisma, Intelligence, Agility, Luck). Bảy thuộc tính này được chỉ định giá trị số và chi phối hầu hết các tương tác trong game. Tuy nhiên, không giống như các bản Fallout khác, các giá trị này không thay đổi đối với mỗi nhân vật thay vì có thể tùy chỉnh được. Cũng có những loại kỹ năng tồn tại trong game, nhưng chúng không hành xử giống như các kỹ năng trong mấy bản Fallout khác. Thay vào đó, chúng tương tự như perks. Khi người chơi lên cấp, họ nhận được "điểm kỹ năng" để gia tăng sức mạnh của kỹ năng đó. Một số kỹ năng cũng có những hạn chế về cấp độ. Brotherhood of Steel có tới sáu nhân vật điều khiển được tha hồ cho người chơi lựa chọn bao gồm: Cyrus, Cain, Nadia, Patty, Rhombus và Vault Dweller. Thêm vào chế độ chơi co-op hai người. Ba nhân vật cuối cùng trong danh sách có thể mở khóa sau khi hoàn thành phần chơi chính của những nhân vật đầu tiên. Người chơi sẽ có dịp lại gặp họ trong phần chơi chính và chỉ có thể điều khiển họ sau khi hoàn thành các chương truyện cụ thể trong game.

## Phát triển
Interplay đã dựng nên Brotherhood of Steel bằng game engine Snowblind từng được dùng trong game console Dark Alliance và tựa game PS2 có khả năng chơi trực tuyến Champions of Norrath. Các định dạng Dolby Digital và 480p đều được hỗ trợ trong game. Bản soundtrack chứa nhiều bài nhạc không lời từ nhiều nhóm nhạc heavy metal khác nhau như Slipknot và Killswitch Engage.

## Đón nhận
Brotherhood of Steel có những bài đánh giá khác biệt dựa theo trang tổng hợp kết quả đánh giá Metacritic. Game nhận được 7.3/10 điểm từ GameSpot và 7.5/10 điểm từ IGN, nhưng chỉ được 3/10 điểm từ Eurogamer. Một số chủ đề phổ biến trong số những đánh giá này là những lời chỉ trích về mức độ chửi thề ("Brotherhood of Steel buôn bán cảm giác nội tạng của Fallout với rất nhiều từ có bốn chữ cái." -IGN) và lối chơi lặp đi lặp lại ("mức độ lặp đi lặp lại đã rút hết các màn chơi giống như mê cung [chẳng đem lại] bất kỳ thiện ý nào có trong trò chơi này." -Eurogamer).